# Lake Bluff
Lake Bluff és una població dels Estats Units a l'estat d'Illinois. Segons el cens del 2000 tenia 6.056 habitants.

## Demografia
Segons el cens del 2000, Lake Bluff tenia 6.056 habitants, 2.118 habitatges, i 1.743 famílies. La densitat de població era de 575,9 habitants/km².
Dels 2.118 habitatges en un 45,7% hi vivien nens de menys de 18 anys, en un 74,3% hi vivien parelles casades, en un 6,4% dones solteres, i en un 17,7% no eren unitats familiars. En el 15,8% dels habitatges hi vivien persones soles el 6,3% de les quals corresponia a persones de 65 anys o més que vivien soles. El nombre mitjà de persones vivint en cada habitatge era de 2,86 i el nombre mitjà de persones que vivien en cada família era de 3,21.
Per edats la població es repartia de la següent manera: un 32,9% tenia menys de 18 anys, un 2,9% entre 18 i 24, un 24,7% entre 25 i 44, un 27,4% de 45 a 60 i un 12% 65 anys o més.
L'edat mediana era de 39 anys. Per cada 100 dones de 18 o més anys hi havia 91,7 homes.
La renda mediana per habitatge era de 114.521 $ i la renda mediana per família de 124.674 $. Els homes tenien una renda mediana de 93.794 $ mentre que les dones 50.352 $. La renda per capita de la població era de 54.824 $. Aproximadament el 0,7% de les famílies i l'1,1% de la població estaven per davall del llindar de pobresa.

## Poblacions més properes
El següent diagrama mostra les poblacions més properes.